# Darkstalkers Resurrection
Darkstalkers Resurrection, connu sous le nom de Vampire Resurrection (ヴァンパイア リザレクション, Vanpaia Rizarekushon) au Japon, est un jeu vidéo de combat développé par Iron Galaxy Studios et édité par Capcom, sorti en mars 2013 sur PlayStation 3 et Xbox 360. Il est la compilation de deux opus de la série Darkstalkers: Night Warriors: Darkstalkers' Revenge et Darkstalkers 3.

## Système de jeu
Darkstalkers Resurrection ajoute au jeu de base un mode multijoueur en ligne, un filtre pour lisser les pixels et un mode galerie comportant moult illustrations et explications. Le jeu est aussi agrémenté d'un mode tutoriel, permettant d'apprendre les différents enchaînements. En complétant certaines actions dans le jeu, le joueur obtient des points qu'il pourra dépenser dans le mode galerie.

## Développement et sortie
Darkstalkers Resurrection a été annoncé en 2012 par le producteur Yoshinori Ono. Ce dernier annonce qu'il s'agit d'une première étape vers un "éventuel Darkstalkers 4". Capcom annonce ensuite qu'il s'agira d'un portage des versions arcade (et non des versions PlayStation) afin de garantir l'expérience la plus authentique possible.
Quelque temps après la sortie du titre, le vice-président de Capcom USA, Christian Svensson, se dit déçu des ventes du jeu. Il ajoute ensuite que Darkstalkers Resurrection bénéficiera d'une baisse de prix afin d'attirer plus de joueurs.